# Luis I de Löwenstein
Luis I de Löwenstein (* 29 de septiembre de 1463 en Heidelberg; f. 28 de marzo de 1523 en Löwenstein), fue el fundador de la Casa de Löwenstein-Wertheim.

## La vida
Luis era hijo del príncipe Elector Federico el Victorioso del Palatinado (1425-1476) de su matrimonio morganático con Clara Tott. 
Federico I siempre respetó los derechos dinásticos de su sobrino Felipe quien legó a su hijo Luis el señorío de Scharfeneck y en 1488 el Condado de Löwenstein. En 1492 adquirió Luis el señorío de Abstatt con el Castillo de Wildeck y el 24 de febrero de 1494 fue nombrado por el emperador Maximiliano I, conde del Sacro Imperio Romano Germánico.
Luis se casó en 1488 con Isabel de Montfort (f. 1503) y, en segundas nupcias en 1509 con Sophia Böcklin († 1510) viuda de Conrado III de Tübingen. De su primer matrimonio tuvieron diez hijos, entre ellos sus hijos y sucesores Luis II (1498-1536) y Federico I (1502-1541).
Luis I se considera el fundador de la Casa de Löwenstein-Wertheim de la que hoy existen dos linajes: una línea evangélica de los Príncipes de Löwenstein-Wertheim-Freudenberg y una línea católica de los Príncipes de Löwenstein-Wertheim-Rosenberg.

## La familia
De su matrimonio en 1488 con Isabel de Montfort (f. 13. enero de 1503), tuvo los siguientes hijos:
- Margarita (* 28 de junio de 1489; f. 1489).
- Isabel (* 8 de junio de 1490; † 1530).

∞ conde Oswald II de Tierstein (* 27 de agosto de 1474; † 1514).
∞ 1524 Georg Würtwein.
- Wolfgang (* 2 de abril de 1491; f. 28 de abril de 1491).
- Luis (*/† marzo De 1492).
- Wolfgang (* 25 de marzo de 1493; † 15 de abril de 1512).
- ∞ 15 de enero de 1512 Isabel de Hohenlohe-Neuenstein (* 18 de noviembre de 1495; † 1540), hija del conde Kraft VI.
- Catalina (* 25 de abril de 1497; f. 10 de septiembre de 1541), Monja en Lichtenstern.
- Luis II (* 28 de abril de 1498; † 1536) ∞ 16 de diciembre de 1525 Anna Schenk de Limpurg († 1536).
- Klara (* 28 de abril de 1499; † 6 de febrero de 1568), Monja en el Monasterio de Lobenfeld.
- Johanna (* 20 de julio de 1500; f. 10 de enero de 1520), Monja en Lichtenstern.
- Federico I (* 19 de agosto de 1502; f. 3 de febrero de 1541) ∞ 16 de junio de 1524, Helena de Königsegg (* 15 de marzo de 1509; f. 20 de abril de 1566).

- Luis III de Löwenstein-Wertheim (* 17 de febrero de 1530; † 13 de marzo de 1611).

Su segunda esposa fue Sofía Böcklin (hacia 1510). Este matrimonio no tuvo hijos.